# Lumaco
Lumaco (en mapudungún eau de luma) est une ville et une commune du Chili de la Province de Malleco, elle-même située dans la Région de l'Araucanie. En 2012, la population de la commune s'élevait à 9 650 habitants. La superficie de la commune est de 1 119 km2 (densité de 9 hab./km²),.

## Situation
Le territoire de la commune de Lumaco se trouve dans une zone de collines basses de la Cordillère de la Côte. Le chef-lieu Lumaco se trouve dans une vallée sur la rive ouest du rio Lumaco. La commune est située à 579 kilomètres à vol d'oiseau au sud de la capitale Santiago et à 64 kilomètres au nord-ouest de Temuco capitale de la Région de l'Araucanie et à 61 kilomètres au sud-sud-ouest de Angol capitale de la provision de la province de Malleco.

## Histoire
La région était occupée par les Mapuches à l'arrivée des Espagnols. Les autochtones ont écrasé les envahisseurs en 1598 au cours de la bataille de Curalaba. À la suite de cette défaite, les Espagnols ont évacué les agglomérations qu'ils avaient commencé à construire dans la région. Durant 250 ans les militaires chiliens se sont abstenus de toute incursion en territoire mapuche et se sont cantonnés au nord du rio Biobio. À la suite de la pacification de l'Auricanie la colonisation de la région a repris. En 1904 des colons italiens issus de l'Émilie-Romagne se sont installés sur le territoire de la commune et ont fondé Capitán Pastene la plus grosse agglomération urbaine de la commune.

## Économie
La population est majoritairement rurale. Les principaux domaines d'activité de la commune sont l'agriculture et la sylviculture.

Position de Lumaco (en rouge) au sein de la Région de l'Araucanie.